# DS Arena
Die DS Arena ist ein Fußballstadion in der dänischen Stadt Hobro, Region Nordjylland. Es ist Teil des Hobro Idrætscenter (deutsch Hobro Sportzentrum). Der zur Saison 2014/15 in die höchste dänische Fußballliga aufgestiegene Verein Hobro IK nutzt die Spielstätte für seine Heimspiele. 
Neben dem Fußballstadion gehören zu dem Sportzentrum zwei Hallenbäder mit Sauna, eine Mehrzweckhalle, ein Schwimmbad, eine Boxhalle, eine Schießanlage, ein Fitnessstudio und mehrere Veranstaltungsräume. Bis 2011 trug die Spielstätte den Namen Hobro Stadion. Der jetzige Sponsorenname geht auf die dänische DS Gruppen zurück. 
2011 wurde das Stadion um eine überdachte Haupttribüne und ein Clubhaus mit Lounge, Küchenausstattung und zehn Umkleidekabinen erweitert. Die Heimstätte des Hobro IK bietet momentan 7.500 Zuschauerplätze, von denen 435 überdachte Sitzplätze sind. Der Besucherrekord von 6.583 Zuschauern stammt vom 3. August 2014, als der Hobro IK gegen Brøndby IF antrat. Das Stadion war in der Auswahl für die U-21-Fußball-Europameisterschaft 2011, wurde aber nicht berücksichtigt.
Zwei Jahre später am 13. Mai 2013 kam zum ersten Mal das neue Flutlicht zum Einsatz. Die Anlage mit 1.170 Lux Beleuchtungsstärke stammt aus dem Aalborg Stadion und wurde an die Gegebenheiten der DS Arena angepasst.
Ende 2014 wurden Pläne für einen Stadionausbau auf 10.700 Plätze veröffentlicht. Die Kosten sollen zwischen 36 und 42 Millionen DKK liegen und die Arbeiten bis Oktober 2015 abgeschlossen sein. Neben der Erweiterung sind 500 V.I.P.-Plätze vorgesehen sowie die Verbesserung der Räumlichkeiten für die Schiedsrichter, Trainer und Journalisten. Hinzu kämen vier neue Umkleidekabinen, neue Sanitäranlagen und zwei Videowände.